# Danh sách kiểu máy bay lên thẳng
Trang này liệt kê danh sách các kiểu máy bay lên thẳng:
- : ADI Bumble Bee
- : ADI Sportster
- : AISA GN
- : Air & Space 18A
- : Australian Autogyro Skyhook (ban đầu được biết đến như Minty Skyhook)
- : Avro Rota
- Barnett J4B
- : Bensen B-8
- : CarterCopter
- : Cierva C.1
- : Cierva C.2
- : Cierva C.3
- : Cierva C.4
- : Cierva C.6
- : Cierva C.8
- : Cierva C.9
- : Cierva C.12
- : Cierva C.17
- : Cierva C.19
- : Cierva C.30A
- : Flettner Fl 184
- : Focke Achgelis Fa 330
- : Kayaba Ka-1
- : Kellet XR-8
- : LIPNUR Kolentang
- : Layzell Cricket
- Littlewing
- : McCulloch J-2
- : North American Rotorwerks Pitbull
- /: Pitcairn OP